# Charles IV en rouge
Charles IV en rouge (en espagnol : Carlos IV de rojo) est une peinture réalisée par Francisco de Goya en 1789. Il s'agit du portrait du roi d'Espagne Charles IV, désormais conservé au musée du Prado.

## Contexte de l'œuvre
Le portrait est réalisé à l'occasion du couronnement de Charles IV en 1789. Le nouveau roi est friand des œuvres de Goya, possédant déjà un nombre important de tapisseries réalisées pour lui lorsqu'il était prince des Asturies et destinées au palais royal du Pardo et à l'Escurial. Une fois couronné, il nomme Goya Peintre de la Cour.

## Description du tableau

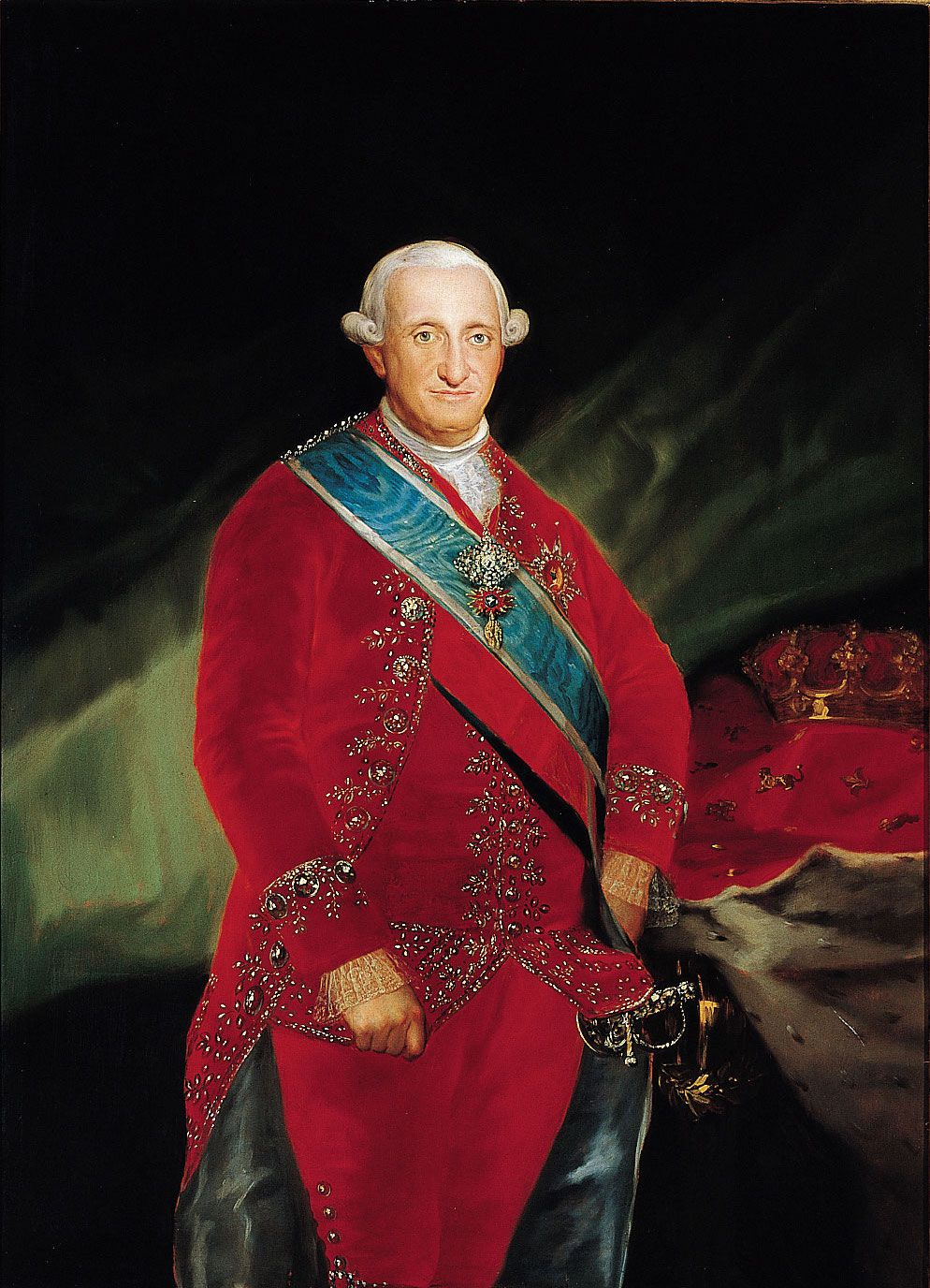
Le roi Charles IV en rouge, copie de Charles IV en rouge dans un plus grand format.